# Parnaguá
Parnaguá là một đô thị thuộc bang Piauí, Brasil. Đô thị này có diện tích 3284,562 km², dân số năm 2007 là 10313 người, mật độ 3,14 người/km².